# Silene discolor
Silene discolor là loài thực vật có hoa thuộc họ Cẩm chướng. Loài này được James Edward Smith miêu tả khoa học đầu tiên năm 1809.